# Nela Riehl
Pour les articles homonymes, voir Riehl.
Nela Riehl, née en 1985 à Hambourg, est une femme politique et enseignante allemande. Elle est élue députée européenne aux élections européennes de 2024.

## Biographie
Nela Riehl réside à Hambourg et est d'origine ghanéenne. 
Elle est l'une des principales candidates du parti Volt Europa en Allemagne lors des élections européennes de 2024,. Elle est la seule candidate noire à ces élections en Allemagne.
Jusqu'à une semaine avant les élections, elle travaille encore dans un lycée à Hambourg. Lors de sa campagne, elle promeut la diversité et une société plus durable,. 